# Sertularella leiocarpoides
Sertularella leiocarpoides är en nässeldjursart som beskrevs av Vervoort 1993. Sertularella leiocarpoides ingår i släktet Sertularella och familjen Sertulariidae. Inga underarter finns listade i Catalogue of Life.